# 泰坦鱼龙属
泰坦鱼龙属是一属已灭绝的巨型鱼龙，生活于距今两亿年前的晚三叠世瑞替期，其化石在位于英国萨默塞特郡的韦斯特伯里泥岩组被发现。泰坦鱼龙属被认为属于萨斯特鱼龙科。该属的发现将萨斯特鱼龙科的生存时代延长了1300万年、直至三叠纪末期，同时也表明萨斯特鱼龙在三叠纪—侏罗纪灭绝事件消失之前仍然繁盛。
泰坦鱼龙属是单型属，目前仅包含塞文泰坦鱼龙（I. severnensis）一种，种名源自化石发现地塞文河口。正模标本是2020年在萨默塞特郡布卢安克发现的一块上隅骨碎片（BRSMG Cg3178）。另一具归入标本则是更早于2016年在萨默塞特郡利尔斯托克发现的上隅骨碎片（BRSMG Cg2488）。另外在西欧地区还发现过其他与泰坦鱼龙具有相似骨骼特征的鱼龙标本，但目前仍无法确认它们的归属。根据其他鱼龙物种的骨骼估算，泰坦鱼龙的体长约为25米，这将使其成为目前已知最大的海生爬行动物。